# Hendrik van der Wijck
Jhr. Hendrik van der Wijck (Brummen, 10 juni 1844 - Ginneken, 3 maart 1902) was een Nederlandse burgemeester.
Van der Wijck was een zoon van Fredrik Theodorus van der Wijck en Woltera Wilhelmina Helena Gerardina barones Sloet. In 1870 werd hij benoemd tot burgemeester van Westerbork. Vervolgens werd hij in 1875 burgemeester van Roden en in 1877 van Rolde. Van deze plaats bleef hij bijna 25 jaar lang burgemeester tot 1901. In 1884 kreeg hij vergunning van koning Willem III verleend om tot 1 mei 1885 in Assen te wonen.
Van der Wijck trouwde op 3 oktober 1871 te Assen met Anna Geertruida van Holthe tot Echten, dochter van Pieter Adam van Holthe tot Echten en Petronella Maria Nicolette de Court. Hij hertrouwde na haar overlijden op 15 augustus 1879 te Voorst met Theodora Elisabeth Barones van der Feltz, dochter van Jacobus van der Feltz en Anna Christina Mollerus. Zij zijn gescheiden in 1901. Hij overleed in Ginneken in 1902 